# فيجاي (فلم هندي 1988)
فيجاي (بالإنجليزية: Vijay) هو فيلم درامي وأكشن هندي باللغة الهندية عام 1988 من إخراج ياش تشوبرا. ويضم طاقم نجوم يتكون من راجيش خانا، هيما ماليني، ريشي كابور، أنيل كابور، ميناكشي شيشادري، سونام، أنوبام خير في الأدوار المحورية. فاز أنوبام خير بجائزة فيلم فير لأفضل ممثل مساعد عن أدائه.
كانت قصة الفيلم مستوحاة من فيلم تشوبرا السابق Trishul. كان الفيلم، الذي تم إصداره في 12 أغسطس 1988، تزامنًا مع عطلة نهاية الأسبوع بمناسبة عيد استقلال الهند، فشلًا تجاريًا.

## الحبكة
يعيش الأرمل لالا يودراج بهالا أنوبام خير في منزل فخم مع ابنته سومان هيما ماليني وابنه شاشراج راج بابار. كلا طفليه في سن الزواج. يصاب بالصدمة عندما يكتشف أن سومان تحب موظفًا متواضعًا يُدعى أجيت بهاردواج راجيش خانا، ويرفض إعطاء موافقته على زواجهما. تتزوج سومان وأجيت في حفل بسيط، وتنتقل سومان إلى منزل أجيت، حيث سرعان ما تحمل وتنجب ابنًا يسميانه فيكرام، ويطلقان عليه اسم فيكي. يتعرض يودراج لصدمة أخرى عندما يخبره شاشراج أنه يرغب في الزواج من ريتا موشومي تشاترجي، التي تأتي من عائلة فقيرة. يودراج يطلب من شاشراج أن يذهب في رحلة خارج المدينة في طائرته الخاصة. مع خروج شاشراج من الطريق، يذهب يودراج إلى ريتا الحامل ويطلب منها ألا ترى شاشراج مرة أخرى ويترك لها شيكًا على بياض. في نفس اليوم، يُقتل شاشراج عندما تتحطم طائرته؛ وتعود سومان التي تشعر بالذنب إلى منزل والدها مع فيكرام، تاركة أجيت وحيدًا ومدمرًا؛ وتلد ريتا وحيدة ابنًا صغيرًا يدعى أرجون. بعد خمسة وعشرين عامًا، لا يزال يودراج يعيش في منزله الفخم مع سومان وفيكرام ريشي كابور. يعيش أرجون أنيل كابور البالغ مع والده المتبنى إندر سين سعيد جعفري وعائلته. يلتقي ويصبح صديقًا لفيكرام لكنه لا يدرك على الإطلاق أنهما أبناء عمومة.
وبعد مرور بعض الوقت، يخبر إندر أرجون عن تعيين مهندس معماري موهوب لفندق أحلامهم، ويتبين أن هذا المهندس المعماري هو أجيت، الذي أصبح الآن وحيدًا ومدمنًا للكحول. وافق على العمل على مضض. يصدم يودراج عندما يراه ممثلاً لشركة إندير. يغادر الاجتماع على الفور ويلتقي بسوريش بادامباتي شاكتي كابور مالك بنك بادامباتي، الذي يحمل أيضًا ضغينة ضد إندر منذ أن أدت شهادته إلى انتحار والده. يتعاونون مع ضابط أمن إندر أوجاغار سينغ جولشان جروفر الذي يحمل ضغينة ضد أرجون بسبب التسبب في القبض عليه.
تزداد الأمور سوءًا وينتج عن ذلك أن يصبح أرجون وفيكرام أعداء، كما يؤدي ذلك أيضًا إلى حدوث خلاف بين صديقتيهما سابنا ميناكشي شيشادري ونيشا سونام. شركة إندر تعاني من ديون كبيرة. في وسط كل هذا، يعرف أرجون أن ريتا هي والدته البيولوجية وأنها لا تزال على قيد الحياة ولكنها مريضة، وتعيش في دير. يذهب لزيارتها. لقد كان لديهم شمل عاطفي لكنها ماتت بين ذراعيه بعد ذلك. يخبره إندر أن يودراج هو في الواقع جده، ويعتذر عن جعل أفراد الأسرة يتقاتلون مع بعضهم البعض، لكن أرجون يرفض قبول ذلك، ويتعهد بمواصلة القتال. وهو وأصدقاؤه يتسببون في مشاكل ليودراج وعائلته. ينتحر إندر بسبب الضغوط الكبيرة عليه لسداد القرض، لكن أرجون ينجح في الفوز في الانتخابات وهزيمة يودراج. يهاجم فيكرام الغاضب أرجون مع بعض البلطجية المستأجرين ويتعرض للضرب بشدة، لكنهم يفرون عندما يصل أجيت إلى المكان. يأخذه إلى المستشفى. ثم يذهب أجيت إلى سومان ويأسف لأن فيكرام أصبح مثل يودراج، شخص لا يهتم بالبشر. يطلب منه فيكرام أن يصمت، وبعد ذلك صفعته سومان. في طريقه للخروج، يتعرض أجيت للهجوم من قبل سوريش، الذي يطلق النار على ذراعه. فجأة يغضب فيكرام ويهاجمه انتقاما. يذهب هو وسومان إلى منزل أجيت، حيث تطلب منه التوقف عن الشرب. يأسف فيكرام لأنه نشأ بدون والده، ويخبره أجيت أن يودراج هو المسؤول عن انفصالهما. بعد ذلك، هاجم فيكرام يودراج بغضب لفصله عن والده، وأعلن نفسه ابن أجيت. ثم يتصل أرجون بيودراج ويخبره أن هناك أخبارًا أخرى سيخبره بها بنفسه. يودراج يطلب من سوريش القضاء عليه للأبد.
وبعد مرور بعض الوقت، يواجه أرجون يودراج ويخبره أنه ابن شاشيراج، وأنه يرفض الاعتراف به كجده. ويدعوه أيضًا إلى افتتاح فندق أحلامه. يلتقي أرجون أيضًا بفيكرام السكير ويصبحان صديقين مرة أخرى. يصدم يودراج عند سماعه هذا، ويحاول منع سوريش من تنفيذ خطته، لكنه يفشل في القيام بذلك.
يقوم سوريش وعصابته بزراعة قنبلة في الفندق الذي يقام فيه الحفل. بالصدفة، ترى نيشا ذلك وتخبر فيكرام والجميع على الفور، الذين يبدؤون بإخلاء المكان. يصل يودراج أيضًا ويخبر فيكرام أن أرجون هو ابن عمه. ويبدأون هم وأجيت بالبحث عن القنبلة. لقد تمكنوا من السيطرة على سوريش وعصابته، ويحدث قتال. نجح أرجون في نزع فتيل القنبلة.
يطلب يودراج من أجيت وأرجون أن يسامحاه على أخطائه. ويدرك أن الإنسان يُعرف بأعماله، وليس بنسبه. إنهم يعيشون كعائلة سعيدة إلى الأبد.

## طاقم الممثلين
- راجيش خانا بدور أجيت بهارادواج[2]
- هيما ماليني بدور سومان بهارادواج[2]
- ريشي كابور بدور فيكرام بهارادواج "فيكي"[3]
- نيل نيتين موكيش بدور فيكرام بهاردواج الشاب[4]
- أنيل كابور بدور أرجون بهالا
- ميناكشي شيشادري بدور سابنا
- أنوبام خير بدور يودراج بهالا
- راج بابار بدور شاشراج بهالا (ظهور خاص)
- موشومي تشاترجي بدور ريتا بهالا (ظهور خاص)
- سونام بدور نيشا ميهرا
- سعيد جعفري بدور إندر جوجرال
- أنجانا ممتاز بدور السيدة إندير جوجرال
- باريكشيت ساهني  بدور السيد ميهرا
- شاكتي كابور بدور سوريش
- جولشان جروفر بدور أوجاجار سينغ
- أنانت ماهاديفان كمدير للبنك
- فيكاس أناند كمدير للبنك
- مانموهان كريشنا كقاضي
- بهارات بوشان كقس الكنيسة
- أنجو ماهيندرو بدور بيلا

## الموسيقى التصويرية
تم تأليف الموسيقى من قبل شيف كومار شارما وهاريبراساد تشوراسيا ، والمعروفين معًا باسم شيف هاري . كلمات الأغنية كتبها ندا فاضلي.
| أغنية                                                                                  | مغني                                       |
| -------------------------------------------------------------------------------------- | ------------------------------------------ |
| "ميري آنخين هاين"                                                                      | لاتا مانجيشكار                             |
| "بادال بي تشالك أأ، صوان مين دالك أأ"                                                  | لاتا مانجيشكار، سوريش وادكار               |
| "زينداجي هار جانام بيار كي داستان، كيسي زامين، كيا أسمان، تو كاهي إلى بادال دون جاهان" | لاتا مانجيشكار، سوريش وادكار ، فينود راثود |
| "تيرا كرم هاي" (ذكر)                                                                   | ماهيندرا كابور                             |
| "تيرا كرم هاي" (أنثى)                                                                  | آشا بهوسل                                  |
| "راكنا أثاني سامبالكي"                                                                 | آشا بهوسل                                  |
| "أكاد باكاد بامبي بو، عاصي نباي بور ساو"                                               | أنوبام خير ، بوجا تشوبرا                   |

## روابط خارجية
- مقالات تستعمل روابط فنية بلا صلة مع ويكي بيانات